# 模糊控制
模糊控制系统是基于模糊逻辑的控制系统。模糊逻辑将模拟输入分析为[0, 1]间连续取值的逻辑变量，不同于经典逻辑和数位逻辑只取离散值0、1（分别对应假、真）。該機制的輸入是透過模糊化將原本0和1的資料變成0到1之間的數值，相對於原本的非零即一的二分法較接近人類的思維。在推論的過程中資料為模糊的，但透過解模糊化的步驟，可使得輸出為精確值。
模糊逻辑在机器控制中有广泛应用。“模糊”是说所涉逻辑能处理不能简单表为“真”“假”，而只能表示为“部分真”的概念。很多时候遗传算法、人工神经网络等方法的表现能与之媲美；不过模糊逻辑给出的解能表达为可理解的形式，这样已有的经验就能用在控制器设计中，使已有任务的机械化变得更容易。模糊控制常用於智能運算、建構專家系統、和類神經網路共同應用。

## 历史与应用
模糊逻辑由加州大学伯克利分校控制论专家卢特菲·泽德于1965年的论文中提出。他在1973年的论文中进一步阐述了这些思想，引入了“语言变量”概念，在论文中等于被定义为模糊集的变量。之后出现了更多研究。1974年英国的E.H.Mamdani成功地将模糊控制应用于锅炉和蒸汽机控制，1976年建于丹麦的水泥窑成为首个工业应用。
模糊系统最初在日本得到应用。
- 对模糊系统的兴趣始于1985年，日立的安信诚二和宫本壮司通过仿真证明模糊控制系统在仙台市地铁中应用的可行性。设想得到采纳，1987年仙台市地铁南北线开通时模糊系统用于控制加速、制动和停车。成为第一个成功应用模糊控制的大型工程。
- 1987年，山川健用一组简单的专用模糊逻辑芯片，用倒单摆实验展示了模糊控制的应用。这是一个经典控制问题，要求车通过前后移动保持顶部铰链安装的杆保持直立。山川健随后改进了实验，在摆的顶部放置了装水的酒杯，甚至一只活老鼠：系统都保持了稳定。山川健组建了自己的模糊系统研究实验室，以帮助利用他在该领域的专利。
- 日本工程师之后为工业和消费应用开发了各种模糊系统。1988年，日本成立了国际模糊工程研究所（Laboratory for International Fuzzy Engineering，简称LIFE），是由48家企业构成的合作机构，旨在推进模糊研究。大众汽车是当中唯一的外企，派遣了一名研究院参与为期三年的研究。
- 日本消费品经常采用模糊系统。松下吸尘器用运行模糊算法的单片机检测灰尘传感器并调整吸力；日立洗衣机用模糊控制器感应负载重量、织物混合与污垢程度，并自动设置洗涤周期，以最佳方式利用电、水和洗涤剂。
- 佳能开发了自动对焦相机，使用感光耦合元件 (CCD)测量视野中六个区域的清晰度，利用信息确定图像是否对焦。它还能跟踪对焦过程中镜头移动的变化率，并控制速度防止过冲。相机的模糊控制系统有12个输入，6个获取CCD的当前清晰度数据，6个测量镜头移动变化率；输出是镜头位置。模糊控制系统共有13条规则，需要1.1KB内存。
- 三菱设计的工业空调的加热规则和冷却规则各有25条。温度传感器提供输入，控制输出反馈给变频器、压缩机阀门和风扇电机。与前一代设计相比，模糊控制器的加热冷却速度快5倍，功耗减少24%，温度稳定性提高2倍，并使用更少的传感器。
- 其他研究或实现的应用：字符与手写识别；光学模糊系统；机器人；语音控制的机器人直升机（悬停是与倒单摆相似的“平衡行为”）；康复机器人，提供患者特定解决方案（如控制心率和血压）；[5]控制粉末在芯片制造中的流动；电梯系统；等等。

北美和欧洲也在进行模糊系统研究，规模不如日本那么广泛。
- 美国环境保护局已开始研究用于节能电机的模糊控制，NASA研究了用于太空对接的模糊控制；模拟显示，模糊控制系统可以大大减少燃料消耗。
- 波音、通用汽车、艾伦-布拉德利、克莱斯勒集团、伊顿、惠而浦等公司已经开发模糊逻辑用于低功耗冰箱、改进的汽车变速器和节能电机。
- 1995年，美泰克（Maytag）推出了基于模糊控制器的“智能”洗碗机和“一站式感应模块”，结合了测温用的热敏电阻、测量洗涤剂含量的电导率传感器、通过散射和透射光衡量洗涤物污染程度的浊度传感器、读取转速的磁致伸缩传感器。系统能确定任何负载的最佳洗涤周期，以最少的电、洗涤剂和水量获得最佳效果。它甚至通过跟踪上次开门时间来调整干燥食物的清洗，根据开门次数估计盘子数量。
- Xiera开发了第一个模糊逻辑控制器知识库的自动调谐器——edeX。技术由莫哈克学院进行测试，能解决非线性2x2和3x3多输入多输出问题。[6]

对模糊应用的研究与开发仍在进行，特别是软件（而非固件）方面，包括模糊专家系统、模糊逻辑与神经网络和所谓自适应“遗传”软件系统的整合。最终目标是构建“自学习”模糊控制系统。这些系统可用于控制复杂的非线性动态系统，如人体。ref name = "sarabadani" />

## 模糊集
模糊控制系统中的输入变量通常是模糊集。将精确输入值转化为模糊值的过程称作“模糊化”。基于模糊逻辑的方法设计两个模糊系统，用于航向角误差和速度控制。
控制系统也可能有各种开关，与模拟输入一同作为输入。其真值总等于1或0，但模糊控制可以将其视作模糊函数的特例。
给定输入变量道成员函数和真值的映射，单片机就能根据一组“规则”决定采取什么行动。规则的形式为
```
  IF brake temperature(制动温度) IS warm AND speed(速度) IS not very fast 
  THEN brake pressure(制动压力) IS slightly decreased(略微减少)
```

此例中，两个输入变量是“制动温度”和“速度”，值由模糊集定义。输出变量“制动压力”也由模糊集定义，可以有“静态”“略微增加”“略微减少”等值。

## 特點
- 簡化系統設計的複雜性，特別適用於非線性、時變、模型不完全的系統上。
- 利用控制法則來描述系統變數間的關係。
- 不用數值而用語言式的模糊變數來描述系統，模糊控制器不必對被控制對象建立完整的數學模式。
- 模糊控制器是一語言控制器，使得操作人員易於使用自然語言進行人機對話。
- 模糊控制器是一種容易控制、掌握的較理想的非線性控制器，具有較佳的適應性及強健性（Robustness）、容錯（Fault Tolerance）效果較佳。

## 经典模糊控制器
利用模糊集合理论将专家知识或操作人员经验形成的语言规则直接转化为自动控制策略。通常使用模糊规则查询表，用语言知识模型来设计和修正控制算法。
模糊控制器主要分为mamdani和TSK两类。mamdani系统的输入输出均为语言值，输出需要非模糊化得到数字量。TSK系统输入为语言值，输出为数字量。

## 模糊控制器结构
- 模糊控制器是时变参数PID控制器
- 模糊控制器的极限结构理论

## 設計模糊控制器一般方法
1.定義輸入及輸出變數。
通常，模糊控制的輸入變數可以是擷取自受控系統的觀測量。也可以是推導出來的資料；而模糊控制的輸出變數則為操控受控系統的操作量。設計模糊控制時，要利用一些方法去選擇適當的輸出入變數，並加以定義。
2.決定模糊化（fuzzification）的策略。
輸入到模糊控制的資料可能是代表觀測量的確定數值（crisp value），也可能是帶有模糊性質的干擾（disturbance）雜訊。設計模糊控制時必須考慮輸入信號的各種可能形式，選擇適當的模糊化方式，以便將系統的狀態轉換成語言變數。
3.定義各語言變數資料庫。
4.設計控制規則庫。
5.設計fuzzy推論機構。
6.選擇解模糊化（defuzzification）的方式。

## 应用
模糊控制系统适用于高度复杂、包含不确定和非线性行为、无精确数学模型的过程。成功的应用遍布世界各地，集中在1980年代以来的日本。
文献中报告的部分应用：
- 空调[10]
- 相机中的自动对焦系统[11]
- 家具（冰箱、洗衣机等）[12]
- 工业过程和系统的控制与优化[13][14][15][16][17]
- 文字识别[18]
- 引擎燃料效率[19]
- 环境[20]
- 专家系统[21]
- 决策树[22]
- 机器人[23][24]
- 自动驾驶汽车[25][26][27]

## 阅读更多
- Kevin M. Passino and Stephen Yurkovich, Fuzzy Control, Addison Wesley Longman, Menlo Park, CA, 1998 (522 pages) 的存檔，存档日期2008-12-15.
- Kazuo Tanaka; Hua O. Wang. . John Wiley and Sons. 2001. ISBN 978-0-471-32324-2.
- Cox, E. (Oct. 1992). Fuzzy fundamentals.  IEEE Spectrum, 29:10. pp. 58–61.
- Cox, E. (Feb. 1993) Adaptive fuzzy systems. IEEE Spectrum, 30:2. pp. 7–31.
- Jan Jantzen, "Tuning Of Fuzzy PID Controllers", Technical University of Denmark, report 98-H 871, September 30, 1998.
- Jan Jantzen, Foundations of Fuzzy Control. Wiley, 2007 (209 pages) (Table of contents)
- Computational Intelligence: A Methodological Introduction by Kruse, Borgelt, Klawonn, Moewes, Steinbrecher, Held, 2013, Springer, ISBN 9781447150121